# ツギホコウモリ科
ツギホコウモリ科（ツギホコウモリか、Mystacinidae）は、翼手目に含まれる科。ツギホコウモリ属のみで本科を構成する。

## 分布
ニュージーランドに生息する。ニュージーランドに在来する哺乳類3種のうち2種を占める。

## 形態
体長6 - 7センチメートル。尾長1.5センチメートル。体重7 - 35グラム。尾は飛膜の上面に突出する。耳介や耳珠は長い。舌は先端に突起があり、いくらか伸ばすことができる。前腕長3.6 - 4.9センチメートル。前肢の第1指と後肢の趾の爪が蹄状。これにより走ったり穴を掘るのに適していると考えられている。飛膜は分厚く、地表で活動する際や穴掘りの際には畳みこんだり巻き上げることができる。

## 分類
以下の分類および英名はMammal Species of the World(3rd ed.)（Simmons, 2005）、和名は（今泉, 1986）に従うものとする。
- ツギホコウモリ属 Mystacina
  - Mystacina robusta オオツギホコウモリ New Zealand greater short-tailed bat（絶滅？）
  - Mystacina tubercular ツギホコウモリ New Zealand lesser short-tailed bat

## 生態
100 - 150匹の群れを形成するが、500匹に達する群れを形成することもある。洞窟や岩の割れ目・鳥類が掘った古巣・朽木に自ら掘った巣穴をねぐらにする。
食性は雑食で、主に果実、蜜、花粉を食べるが、昆虫、節足動物なども食べる。植物質は低速で飛翔しながら、動物質は落ち葉の中を走り回りながら探す。

## 人間との関係
ツギホコウモリは人為的に移入されたネズミなどによる捕食、農薬による影響、人間によるねぐらの攪乱などにより生息数が減少している。オオツギホコウモリは1967年以降は目撃例がなく絶滅したと考えられているが、スチュワート島周辺の島嶼で未確認のコウモリ類の発見例があり生存している可能性もある。